# Elitloppet 2020
Elitloppet 2020 var den 69:e upplagan av Elitloppet, som gick av stapeln söndagen den 31 maj 2020 på Solvalla i Stockholm. Ungefär en månad före loppet, den 28 april 2020, meddelades det att årets upplaga skulle köras utan publik på grund av den rådande Coronaviruspandemin.
Först i mål i finalen var Propulsion körd av Örjan Kihlström, men efter att denna flera månader efter loppet konstaterats nervsnittad – något som skulle förhindrat tävlande i Sverige – diskvalificerades hästen och segern gick istället till norskfödda Cokstile, tränad av Rocco Spagnulo och körd av Christoffer Eriksson.

## Propulsion först i mål
Trots att Propulsion inte hade startat sedan slutet av januari 2020 bjöds han den 23 maj som trettonde häst in till Elitloppet, då tränare Daniel Redén tyckte att hästen kändes bra och accepterade en redan liggande inbjudan. Propulsion lottades till spår 8 i sitt försöksheat där han trots ett lopp i tredjespår under större delen av tiden ändå lyckades bli trea och därmed nå finalen. Lottningen för finalheatet ägde rum på Solvallas stallbacke runt klockan 16:25. Tränare Redén, som valde spår 6 till Propulsion, hade lyckats att få med också två av sina andra hästar, Sorbet och Missle Hill till final. I finalen var Propulsion inte med i någon körning från start utan sparade sina krafter. På upploppet, långt ut i ytterspår, spurtade han sedan förbi stora delar av fältet och tog sin första seger i Elitloppet. Det var resultatet man trodde skulle gälla då.

### Efterspel, ifrågasatt vinnare
Men den 2 juni 2020, två dagar efter tävlingens avgörande, meddelade den norska facktidningen Trav og Galopp-nytt att Propulsion enligt uppgift skulle vara nervsnittad i sina hovar. Nervsnittning innebär att nervtrådar kapas, oftast i hovarna, för att hästen inte ska känna av en eventuell smärta och därmed förmodas kunna prestera bättre. Inga hästar som genomgått ingreppet får dock tävla i Sverige – eller ens verka i svensk avelsverksamhet – varför resultatet av Elitloppet ifrågasattes. Svensk Travsports VD Maria Croon meddelade att en stor utredning startats och att Propulsion fått startförbud på obegränsad tid. Om utredningen skulle visa att Propulsion nervsnittats kunde det komma att påverka alla hans tidigare resultat i lopp körda i Europa. 
Tränare Daniel Redén medgav att han hört rykten om en nervsnittning av hans häst redan under 2019 men att han bedömde det som "otroligt" att han och hans veterinärer skulle ha missat en sådan information vid köpet av hästen år 2015. VD:n för det amerikanska travförbundet USTA verifierade dock snart att ryktena stämde och den 6 juni 2020 meddelade Svensk Travsport att en extern jurist anlitats för att hjälpa till med utredningen.
Flera ägare till hästar som tävlat mot Propulsion i tidigare lopp började kort efter "avslöjandet" att göra anspråk på förlorade prispengar.
I oktober 2020 framkom det att Propulsion inte varit startberättigad i Sverige då han nervsnittats innan han importerades 2015. Det innebar att hästens 45 starter i Sverige ogiltigförklarades, resultatlistorna korrigerades och prispengar återkrävdes.
Ny segrare av Elitloppet blev följdriktigt därför loppets tvåa, Cokstile, tränad av Rocco Spagnulo och körd av Christoffer Eriksson.

## Upplägg och genomförande
Elitloppet är ett inbjudningslopp och varje år bjuds 16 hästar som utmärkt sig in till Elitloppet. Hästarna lottas in i två kvalheat och de fyra bästa i varje försök går vidare till finalen som sker 2–3 timmar senare samma dag. Ju bättre placering i kvalheatet, desto tidigare får hästens tränare välja startspår inför finalen. Samtliga tre lopp travas sedan 1965 över sprinterdistansen 1 609 meter (engelska milen) med autostart (bilstart). Förstapris i finalen är 3 miljoner kronor och 250 000 kronor i respektive kvalheat.
I Elitloppet får en kusk endast köra en häst i ett kvalheat, en regel som infördes 2018. Tidigare har samma kusk kunnat köra i båda försöken för att sedan välja häst i finalen. Samma kusk ska köra hästen i både försök och final. Ägare, tränare, skötare och uppfödare kan fortfarande ha flera deltagare.
I Elitloppets final får alla åtta deltagare prispengar enligt följande skala: 3 000 000 – 1 500 000 – 750 000 – 375 000 – 175 000 – 100 000 – 60 000 – 40 000 kronor.

### Andra lopp under Elitloppshelgen
Under Elitloppshelgen körs det även V75-finaler och V75-spel erbjudes både lördag och söndag. Andra stora lopp under helgen är Harper Hanovers Lopp, Sweden Cup, Elitkampen, Fyraåringseliten, Treåringseliten, Fyraåringseliten för ston, Lady Snärts Lopp, Lärlingseliten och Montéeliten.

## Inbjudna hästar
| Nr | Häst               | Kusk                 | Tränare            | Land      | Notering |
| -- | ------------------ | -------------------- | ------------------ | --------- | --- |
| 1  | Vivid Wise As      | Björn Goop           | Björn Goop         | Italien   | Första hästen att bjudas in. Bjöds in efter segern i Grand Critérium de Vitesse den 8 mars. Ursprungligen så tränade och körde Alessandro Gocciadoro hästen, men efter att denne blivit uppmärksammad för felaktiga drivningar så flyttades hästen till Björn Goops träning, och fick därmed behålla sin Elitloppsinbjudan. Efter starten i Elitloppet flyttades Vivid Wise As tillbaka till Gocciadoro. |
| 2  | Elian Web          | Jorma Kontio         | Katja Melkko       | Finland   | Andra hästen att bjudas in. Bjöds in efter segern i Paralympiatravet den 24 april. |
| 3  | Chief Orlando      | Rikard N. Skoglund   | Pia Huusari        | Finland   | Tredje hästen att bjudas in. Bjöds in den 26 april efter att bland annat ha segrat i The Onions Lopp. |
| 4  | Attraversiamo      | Erik Adielsson       | Svante Båth        | Sverige   | Fjärde hästen att bjudas in. Bjöds in den 29 april efter att ha vunnit årsdebuten i Berth Johanssons Memorial. |
| 5  | Tae Kwon Deo       | Adrian Kolgjini      | Adrian Kolgjini    | Sverige   | Femte hästen att bjudas in. Bjöds in den 2 maj, direkt efter att ha segrat i Håkan "Lillis" Olssons lopp på Örebrotravet. |
| 6  | Missle Hill        | Johan Untersteiner   | Daniel Redén       | Sverige   | Sjätte hästen att bjudas in. Bjöds in den 4 maj efter att ha segrat i bland annat Prins Carl Philips Jubileumspokal. |
| 7  | Looking Superb     | Jomar Blekkan        | Frode Hamre        | Norge     | Sjunde hästen att bjudas in. Bjöds in den 5 maj efter ett flertal starka prestationer under året. |
| 8  | Makethemark        | Ulf Ohlsson          | Petri Salmela      | Sverige   | Åttonde hästen att bjudas in. Bjöds in den 7 maj efter ett flertal starka prestationer under året. |
| 9  | Cokstile           | Christoffer Eriksson | Rocco Spagnulo     | Italien   | Nionde hästen att bjudas in. Bjöds in den 9 maj efter segern i Algot Scotts Minne. |
| 10 | Sorbet             | Per Linderoth        | Daniel Redén       | Sverige   | Tionde hästen att bjudas in. Bjöds in den 13 maj efter segern i Meadow Roads Lopp. |
| 11 | Earl Simon         | Franck Ouvrie        | Jarmo Niskanen     | Sverige   | Elfte hästen att bjudas in. Bjöds in den 14 maj efter segern i Prix des Ducs de Normandie. |
| 12 | Racing Mange       | Joakim Lövgren       | Joakim Lövgren     | Sverige   | Tolfte hästen att bjudas in. Bjöds in den 23 maj efter segern i Gulddivisionens final. |
| 13 | Propulsion         | Örjan Kihlström      | Daniel Redén       | Sverige   | Trettonde hästen att bjudas in. Bjöds in den 23 maj. Hästen hade tidigare en inbjudan till loppet om tränare Redén tyckte att hästen kändes bra. |
| 14 | Milliondollarrhyme | Fredrik B. Larsson   | Fredrik B. Larsson | Sverige   | Sista hästarna att bjudas in. Inbjudningarna offentliggjordes den 24 maj, bara några timmar innan spårlottningen skulle ske. |
| 15 | Disco Volante      | Carl Johan Jepson    | Stefan Melander    | Sverige   | Sista hästarna att bjudas in. Inbjudningarna offentliggjordes den 24 maj, bara några timmar innan spårlottningen skulle ske. |
| 16 | Billie de Montfort | Gabriele Gelormini   | Sébastien Guarato  | Frankrike | Sista hästarna att bjudas in. Inbjudningarna offentliggjordes den 24 maj, bara några timmar innan spårlottningen skulle ske. |

### Inbjudna hästar som tackat nej
| Häst  | Tränare        | Land      | Notering |
| ----- | -------------- | --------- | --- |
| Dijon | Romain Derieux | Frankrike | Bjöds automatiskt in som titelförsvarare från Elitloppet 2019. Tränare Romain Derieux meddelade den 29 april 2020 att hästen kommer att avstå att delta i Elitloppet. |

## Spårlottning
Spårlottningen till Elitloppet lottades direktsänt i TV12 den 24 maj 2020. Hästarna var seedade så att Earl Simon och Propulsion inte skulle kunna mötas i kvalheat. I programmet lottades även att heat grön ska köras först. De två toppseedade hästarna Earl Simon och Propulsion lottades båda till spår 8 i sina respektive kvalheat.

### Kvalheat 1 / Heat grön
| S | Häst               | Kusk               | Tränare            | Land    |
| - | ------------------ | ------------------ | ------------------ | ------- |
| 1 | Vivid Wise As      | Björn Goop         | Björn Goop         | Italien |
| 2 | Sorbet             | Per Linderoth      | Daniel Redén       | Sverige |
| 3 | Disco Volante      | Carl Johan Jepson  | Stefan Melander    | Sverige |
| 4 | Missle Hill        | Johan Untersteiner | Daniel Redén       | Sverige |
| 5 | Chief Orlando      | Rikard N. Skoglund | Pia Huusari        | Finland |
| 6 | Milliondollarrhyme | Fredrik B. Larsson | Fredrik B. Larsson | Sverige |
| 7 | Looking Superb     | Jomar Blekkan      | Frode Hamre        | Norge   |
| 8 | Earl Simon         | Franck Ouvrie      | Jarmo Niskanen     | Sverige |

### Kvalheat 2 / Heat blå
| S | Häst               | Kusk                 | Tränare           | Land      |
| - | ------------------ | -------------------- | ----------------- | --------- |
| 1 | Elian Web          | Jorma Kontio         | Katja Melkko      | Finland   |
| 2 | Billie de Montfort | Gabriele Gelormini   | Sébastien Guarato | Frankrike |
| 3 | Tae Kwon Deo       | Adrian Kolgjini      | Adrian Kolgjini   | Sverige   |
| 4 | Attraversiamo      | Erik Adielsson       | Svante Båth       | Sverige   |
| 5 | Cokstile           | Christoffer Eriksson | Rocco Spagnulo    | Italien   |
| 6 | Racing Mange       | Joakim Lövgren       | Joakim Lövgren    | Sverige   |
| 7 | Makethemark        | Ulf Ohlsson          | Petri Salmela     | Sverige   |
| 8 | Propulsion         | Örjan Kihlström      | Daniel Redén      | Sverige   |

### Finallottning
Lottningen för finalheatet ägde rum på Solvallas stallbacke runt klockan 16:25. Segrarna i kvalheaten Jarmo Niskanen (Earl Simon) och Christoffer Eriksson (Cokstile) fick dra boll om vem som får välja spår först. Niskanen fick boll nummer ett och därmed välja spår först.
| S | Häst               | Kusk                 | Tränare            | Land    |
| - | ------------------ | -------------------- | ------------------ | ------- |
| 1 | Racing Mange       | Joakim Lövgren       | Joakim Lövgren     | Sverige |
| 2 | Earl Simon         | Franck Ouvrie        | Jarmo Niskanen     | Sverige |
| 3 | Cokstile           | Christoffer Eriksson | Rocco Spagnulo     | Italien |
| 4 | Missle Hill        | Johan Untersteiner   | Daniel Redén       | Sverige |
| 5 | Sorbet             | Per Linderoth        | Daniel Redén       | Sverige |
| 6 | Propulsion         | Örjan Kihlström      | Daniel Redén       | Sverige |
| 7 | Milliondollarrhyme | Fredrik B. Larsson   | Fredrik B. Larsson | Sverige |
| 8 | Attraversiamo      | Erik Adielsson       | Svante Båth        | Sverige |

## Resultat

### Kvalheat 1
| P   | S | Häst               | Kusk               | Tränare            | Land    | Odds  | Tid    |
| --- | - | ------------------ | ------------------ | ------------------ | ------- | ----- | ------ |
| 1   | 8 | Earl Simon         | Franck Ouvrie      | Jarmo Niskanen     | Sverige | 4,79  | 1.09,5 |
| 2   | 4 | Missle Hill        | Johan Untersteiner | Daniel Redén       | Sverige | 6,64  | 1.09,7 |
| 3   | 2 | Sorbet             | Per Linderoth      | Daniel Redén       | Sverige | 8,92  | 1.09,7 |
| 4   | 6 | Milliondollarrhyme | Fredrik B. Larsson | Fredrik B. Larsson | Sverige | 11,31 | 1.09,7 |
| 0   | 7 | Looking Superb     | Jomar Blekkan      | Frode Hamre        | Norge   | 21,21 | 1.10,2 |
| 0   | 5 | Chief Orlando      | Rikard N. Skoglund | Pia Huusari        | Finland | 17,29 | 1.10,3 |
| d   | 3 | Disco Volante      | Carl Johan Jepson  | Stefan Melander    | Sverige | 8,72  | ug     |
| utg | 1 | Vivid Wise As      | Björn Goop         | Björn Goop         | Italien | 2,50  | ug     |

### Kvalheat 2
| P | S | Häst               | Kusk                 | Tränare           | Land      | Odds  | Tid    |
| - | - | ------------------ | -------------------- | ----------------- | --------- | ----- | ------ |
| 1 | 5 | Cokstile           | Christoffer Eriksson | Rocco Spagnulo    | Italien   | 5,31  | 1.09,4 |
| 2 | 6 | Racing Mange       | Joakim Lövgren       | Joakim Lövgren    | Sverige   | 21,76 | 1.09,5 |
| 3 | 4 | Attraversiamo      | Erik Adielsson       | Svante Båth       | Sverige   | 9,67  | 1.09,8 |
| 4 | 7 | Makethemark        | Ulf Ohlsson          | Petri Salmela     | Sverige   | 24,04 | 1.10,0 |
| 0 | 1 | Elian Web          | Jorma Kontio         | Katja Melkko      | Finland   | 3,08  | 1.10,4 |
| 0 | 2 | Billie de Montfort | Gabriele Gelormini   | Sébastien Guarato | Frankrike | 16,28 | 1.10,6 |
| d | 3 | Tae Kwon Deo       | Adrian Kolgjini      | Adrian Kolgjini   | Sverige   | 6,78  | ug     |
| d | 8 | Propulsion1        | Örjan Kihlström      | Daniel Redén      | Sverige   | 3,78  | frd3a  |

1 Propulsion slutade på tredje plats i kvalheatet, och kvalificerade sig till final. Tabellen visar resultatet efter diskvalificering. Då Propulsions diskning inte trädde i kraft förrän flera månader efter loppet fick fjärdeplacerade Makethemark inte delta i finalen.

### Finalheat
| P | S | Häst               | Kusk                 | Tränare            | Land    | Odds  | Tid    |
| - | - | ------------------ | -------------------- | ------------------ | ------- | ----- | ------ |
| 1 | 3 | Cokstile           | Christoffer Eriksson | Rocco Spagnulo     | Italien | 4,38  | 1.10,4 |
| 2 | 8 | Attraversiamo      | Erik Adielsson       | Svante Båth        | Sverige | 19,21 | 1.10,4 |
| 3 | 5 | Sorbet             | Per Linderoth        | Daniel Redén       | Sverige | 18,67 | 1.10,5 |
| 4 | 7 | Milliondollarrhyme | Fredrik B. Larsson   | Fredrik B. Larsson | Sverige | 14,40 | 1.10,5 |
| 5 | 4 | Missle Hill        | Johan Untersteiner   | Daniel Redén       | Sverige | 17,59 | 1.10,6 |
| 6 | 1 | Racing Mange       | Joakim Lövgren       | Joakim Lövgren     | Sverige | 8,22  | 1.10,7 |
| d | 2 | Earl Simon         | Franck Ouvrie        | Jarmo Niskanen     | Sverige | 2,77  | tr3    |
| d | 6 | Propulsion2        | Örjan Kihlström      | Daniel Redén       | Sverige | 4,24  | frd1a  |

2 Propulsion slutade på första plats i finalheatet. Tabellen visar resultatet efter diskvalificering.